# 安蒂奧克 (卡溫頓縣)
安蒂奥克（英語：Antioch）是一個位於美國阿拉巴馬州卡溫頓縣的非建制地區。該地的面積和人口皆未知。

## 地理
安蒂奥克的座標為31°23′09″N 86°22′59″W / 31.38583°N 86.38305°W，而該地最高點為海拔高度120米（即394英尺）。